# Fernando Amado
Fernando Amado (Montevideo, 11 de setembre de 1982) és un politòleg, escriptor, funcionari i polític uruguaià.

## Biografia
Fill d'Esther Fernández i de l'excomandant en cap de l'Exèrcit tinent general Fernán Amado, va estudiar ciències polítiques a la Universitat de la República, on obtingué el títol de llicenciat.
De nen va seguir de prop les campanyes Julio María Sanguinetti i Hugo Batalla, a les eleccions de 1994.
Va iniciar la seva militància activa en 2001 agrupant entorn de l'aleshores diputat Washington Abdala, primer sota el sublema "Emprenedoria Jove", i per a les internes del Partit Colorado de juny de 2004 com a Alternativa Jove.
Representant Nacional Electe pel Departament de Montevideo. El 2010 va ser elegit com a Secretari General del Comitè Executiu Departamental de Montevideo de el Partit Colorado, màxima autoritat partidària a nivell departamental. El 25 novembre 2014 va renunciar al sector Anem Uruguai a través d'una carta, però no el Partit Colorado.
Al juny 2016 va anunciar la creació d'un nou sector, 6 anomenat batllistas Orejanos.
Al setembre 2018, abandó amb aquest sector a el Partit Colorado. Posteriorment Estimat va conformar el sector socialdemòcrata UNIR.
Per a les eleccions departamentals i municipals de 2020 a Montevideo, el sector d'Estimat decideix donar suport al frenteamplista Álvaro Villar i milita activament per ell. La guanyadora dels comicis resulta la també frenteamplista Carolina Cosse, que nomena a Estimat com a Director de Turisme de la Intendència de Montevideo.
Va contreure matrimoni amb Florència Querol des 2017 fins 2021.

## Llibres
- 2007, Desconfianza infinita.
- 2008, En penumbras.
- 2009, El peso de la cruz.
- 2010, Óscar Magurno.
- 2011, La masonería uruguaya.
- 2012, Mandato de sangre.
- 2013, Bajo sospecha.
- 2015, El club de los millones.
- 2019, La máscara de la diversidad.
- 2020, La masonería Uruguaya.